# Jann-Berghaus-Brücke
De Jann-Berghaus-Brücke is een basculebrug in Duitsland over de Eems tussen Bingum en de stad Leer. De brug is onderdeel van Bundesstraße 436 en de omleidingsroute bij afsluiting van de Eemstunnel, bijvoorbeeld voor vrachtwagens met gevaarlijke stoffen.
Het bouwwerk is 464 meter lang en heeft een brugdekgedeelte van 63 meter lang. De huidige brug werd geopend in 1991 na een bouwperiode van twee jaar. De brug verving een draaibrug uit 1950 met dezelfde naam. De oude brug was toentertijd de grootste draaibrug ter wereld. De brug is vernoemd naar Jann Berghaus, een voormalig president van de Ostfriesische Landschaft.
Van 2008 tot en met 2010 is de doorgang verbreed zodat grotere schepen van de Meyer Werft de brug konden passeren. In september 2008 passeerde de Celebrity Solstice de bouwplaats.